# Обри (Арканзас)
Обри (англ. Aubrey, Arkansas) — город, расположенный в округе Ли (штат Арканзас, США) с населением в 221 человек по статистическим данным переписи 2000 года.

## География
По данным Бюро переписи населения США город Обри имеет общую площадь в 0,78 квадратных километров, водных ресурсов в черте населённого пункта не имеется.
Обри расположен на высоте 62 метра над уровнем моря.

## Демография
По данным переписи населения 2000 года в Обри проживал 221 человек, 59 семей, насчитывалось 92 домашних хозяйств и 103 жилых дома. Средняя плотность населения составляла около 245,6 человек на один квадратный километр. Расовый состав Обри по данным переписи распределился следующим образом: 67,87 % белых, 30,32 % — чёрных или афроамериканцев, 1,81 % — других народностей. Испаноговорящие составили 4,07 % от всех жителей города.
Из 92 домашних хозяйств в 26,1 % — воспитывали детей в возрасте до 18 лет, 54,3 % представляли собой совместно проживающие супружеские пары, в 10,9 % семей женщины проживали без мужей, 34,8 % не имели семей. 32,6 % от общего числа семей на момент переписи жили самостоятельно, при этом 21,7 % составили одинокие пожилые люди в возрасте 65 лет и старше. Средний размер домашнего хозяйства составил 2,40 человек, а средний размер семьи — 3,12 человек.
Население города по возрастному диапазону по данным переписи 2000 года распределилось следующим образом: 27,1 % — жители младше 18 лет, 6,3 % — между 18 и 24 годами, 18,1 % — от 25 до 44 лет, 24,9 % — от 45 до 64 лет и 23,5 % — в возрасте 65 лет и старше. Средний возраст жителей составил 43 года. На каждые 100 женщин в Обри приходилось 63,7 мужчин, при этом на каждые сто женщин 18 лет и старше приходилось 69,5 мужчин также старше 18 лет.
Средний доход на одно домашнее хозяйство в городе составил 19 167 долларов США, а средний доход на одну семью — 19 167 долларов. При этом мужчины имели средний доход в 20 250 долларов США в год против 16 111 долларов среднегодового дохода у женщин. Доход на душу населения в городе составил 11 805 долларов в год. 15,2 % от всего числа семей в населённом пункте и 18,0 % от всей численности населения находилось на момент переписи населения за чертой бедности, при этом из них были моложе 18 лет и 18,8 % — в возрасте 65 лет и старше.